# Clarence Johnson
Pour les articles homonymes, voir Johnson.

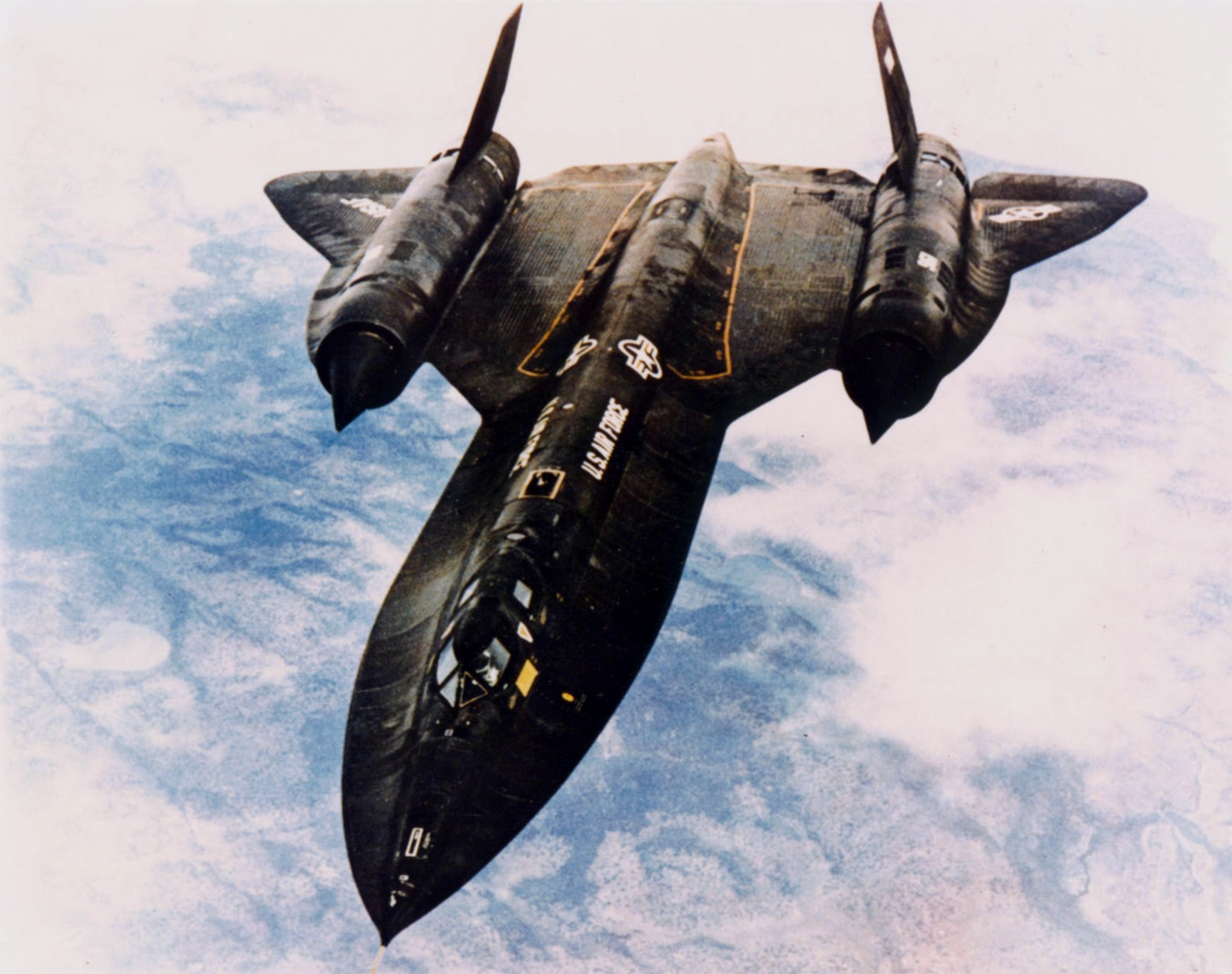
Le SR-71.

Clarence Leonard « Kelly » Johnson, né à Ishpeming (Michigan) le 27 février 1910 de parents suédois, mort le 21 décembre 1990, est un ingénieur aéronautique américain. Il a fait toute sa carrière chez le constructeur Lockheed dont il est rapidement devenu l'ingénieur « vedette ».

## Biographie
Durant l'année 1932, Clarence Johnson termine l'obtention de son master à l'Université du Michigan. Il y procède à des études d'aérodynamisme en soufflerie et met en évidence notamment des insuffisances à la stabilité du Lockheed Model 10 selon certaines conditions de vol.
Embauché chez Lockheed en 1933 à seulement 23 ans, il est nommé ingénieur en chef cinq ans plus tard et participe à la création du P-38 Lightning juste avant la Seconde Guerre mondiale.
À la fin des années 1940, il travaille sur le Lockheed P-80 Shooting Star (1943) (premier avion à réaction américain opérationnel) puis par la suite sur certains des projets les plus mémorables et avant-gardistes du XXe siècle, notamment le F-104 Starfighter (1954), le U-2 (1955), et la famille des Blackbirds (A-12 / SR-71 (1963) / YF-12).
Dans le domaine civil, il contribue à la famille des Model 10, Model 12 Electra, et Model 14 Super Electra ainsi qu'au Constellation et Super Constellation. Sa carrière est couronnée de nombreux prix, médailles et distinctions.
Il quitta Lockheed en 1975. On lui proposa à plusieurs reprises la direction de l'entreprise mais il refusa.
En 1985, il publie son autobiographie Kelly: More Than My Share of it All. Dans cette autobiographie, il explique quelques-unes de ses valeurs : la croyance en Dieu, la santé, un but, une femme ou un mari qui vous aime et qui vous comprend, et du respect pour les gens pour qui vous travaillez et qui travaillent pour vous.
Au niveau professionnel, sa devise était : « Be quick, be quiet, and be on time » (« Soyez rapide, soyez calme, soyez à l'heure »). On lui attribue également la devise Keep it simple, stupid, désignée comme le principe KISS. Au plan familial, il ne put avoir d'enfants.
Clarence Kelly Johnson a reçu 44 récompenses, trophées et médailles officielles pour la seule période allant de 1937 à 1984, dont deux fois le Trophée Collier, la première fois en 1959 pour la conception du Lockheed F-104 Starfighter, la deuxième fois en 1964 pour la conception du SR 71. Il a été décoré par trois présidents des États-Unis, dont la National Medal of Science, par le président Lyndon B. Johnson.

## Publications
- Johnson, Clarence L. "Kelly", et Maggie Smith, 1985. Kelly: More Than My Share of It All. Smithsonian Institution Press,  (ISBN 0874745640)